# Elecciones generales de Japón de septiembre de 1894
Las cuartas elecciones generales de Japón tuvieron lugar el 1 de septiembre de 1894, tan solo unos meses después de las anteriores elecciones. La Coalición Demócrata, que mantenía una mayoría en el parlamento desde 1890, se disolvió después de estas elecciones, en las que estuvo muy cerca de obtener la mayoría absoluta de dos tercios. En estos comicios, el Partido Liberal retuvo su pluralidad con 107 escaños (13 menos que en marzo).

## Sistema electoral
Al igual que en las anteriores elecciones, el sufragio era sumamente limitado. Los únicos habilitados para votar eran los varones mayores de veinticinco años que pudieran pagar 15 yenes o más en impuestos nacionales y que hubieran residido en su prefectura por al menos un año en el período previo a la elección. Solo los ciudadanos varones de treinta años o más, que no eran miembros de la nobleza kazoku o de la Familia Imperial o sus ramas, podían postularse para un cargo en la cámara baja. Esta consistía en 300 escaños y el método de elección se basaba en un sistema mixto entre el escrutinio mayoritario uninominal y el plurinominal. Había 214 distritos uninominales con un solo candidato cada uno, y 43 distritos plurinominales con dos candidatos cada uno en el que se elegían a los 86 representantes restantes. Hubo 542.766 personas registradas para votar, tan solo un 1% de la población total del país, y votó cerca del 84.84% del electorado registrado, un leve decrecimiento con respecto a los anteriores comicios.

## Resultados
| Partido político | Partido político                     | Nombre japonés                                | Escaños | +/-   |
| ---------------- | ------------------------------------ | --------------------------------------------- | ------- | ----- |
|                  | Partido Liberal                      | Jiyutō (自由党?)                              | 107/300 | 13    |
|                  | Partido de la Reforma Constitucional | Rikken Kaishintō (立憲改進党?)                | 49/300  | 11    |
|                  | Partido Reformista Constitucional    | Rikken Kakushintō (立憲革新党?)               | 39/300  | Nuevo |
|                  | Asociación Nacional                  | Kokumin Kyōkai (国民協会?)                    | 32/300  | 3     |
|                  | Revolución Fiscal Imperial           | Teikoku Zaisei Kakushin-kai (帝国財政革新会?) | 5/300   | Nuevo |
|                  | Partido Progresista de Chūgoku       | Chūgoku Shimpotō (中国進歩党?)                | 4/300   | Nuevo |
|                  | Independientes                       | Mushozoku (無所属)                            | 64/300  | 30    |
| Total            | Total                                | Total                                         | 300     | 0     |